# Limnophila nitidiceps
Limnophila nitidiceps là một loài ruồi trong họ Limoniidae. Chúng phân bố ở miền Australasia.